# Tau Canis Majoris
Tau Canis Majoris (τ CMa / 30 Canis Majoris / HD 57061) es una estrella en la constelación de Canis Maior, la más brillante del cúmulo abierto NGC 2362. De magnitud aparente +4,37, se encuentra a una distancia aproximada de 4800 años luz del sistema solar.
Tau Canis Majoris es una supergigante azul del poco frecuente tipo espectral O, en concreto O9Ib.
Forma parte de un sistema estelar masivo de al menos cinco componentes. En primera instancia Tau Canis Majoris es una estrella triple, con dos estrellas de magnitudes 4,9 y 5,3 separadas 0,15 segundos de arco, y una estrella más tenue de magnitud 10 a 8 segundos de arco.
De las componentes del par interior, una de ellas es una binaria espectroscópica con un período orbital de 155 días. A su vez, una de estas estrellas es una binaria eclipsante del tipo Beta Lyrae, en este caso con un período orbital de sólo 1,28 días.
La luminosidad conjunta de las cuatro estrellas interiores equivale a 500.000 soles, lo que sugiere masas medias de 20 masas solares.
La separación entre las componentes del par interior eclipsante es de 0,10 UA, estando esta binaria aproximadamente a 5 UA de la siguiente componente.
La cuarta componente orbita a una distancia de 223 UA respecto al trío anterior, mientras que la última y más tenue estrella se halla alejada al menos 13 000 UA.
Son todas estrellas muy jóvenes, con una edad de tan sólo 5 millones de años.